# Hanne Wieder

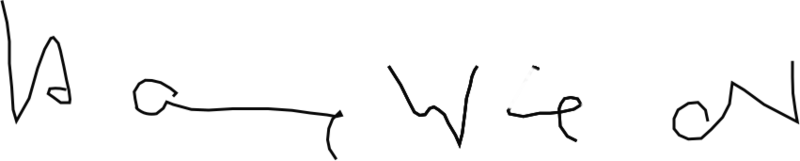
Unterschrift Hanne Wieder (1925–1990)

Hanne Wieder (* 8. Mai 1925 in Münden; † 11. Mai 1990 in Feldafing) war eine deutsche Kabarettistin, Diseuse und Schauspielerin.

## Leben
Als einzige Tochter des Polizeioffiziers Gerhard Wieder wuchs sie an verschiedenen Orten auf. Um 1940 brach sie die Schule ab. Ihre Schauspielausbildung erhielt sie dann an der Schule des Staatstheaters Karlsruhe. Es folgten 1946 Engagements in Stuttgart und 1947 in Tübingen.
Hanne Wieder war von 1948 bis 1951 vom 5. bis zum 12. Programm Ensemblemitglied des Düsseldorfer Kom(m)ödchens, dessen erste Kabarettprogramme noch in Trümmern aufgeführt wurden, und das als erstes deutsches Ensemble in der Nachkriegszeit wieder auf Auslands-Tournee ging. Hanne Wieder gilt auch als eine der qualifiziertesten Interpretinnen der Werke von Kurt Tucholsky, Walter Mehring und Klabund. Der Komponist Friedrich Hollaender widmete ihr das Chanson Circe, das inzwischen zum Standardrepertoire jeder Diseuse gehört. Außerdem trug sie vertonte Gedichte von Mascha Kaléko vor.
In den 1960er- und 1970er-Jahren ließ ihr Engagement beim politischen Kabarett nach, was sie mit fehlendem Idealismus begründete. Stattdessen trat Wieder vermehrt als Sängerin, auch von Liedern von Komponisten wie Richard Rodgers und Cole Porter, in Fernseh-Shows auf und besang weiterhin Chanson-Schallplatten. Mit dem jungen James Last spielte sie eine der wenigen, auch die Sprechszenen beinhaltenden Gesamtaufnahmen der Dreigroschenoper von Bertolt Brecht ein. Beim Sprechtheater spielte sie vorwiegend in Komödien und Musicals wie Can-Can und Kiss Me, Kate. Sie verkörperte 1984 am Ernst-Deutsch-Theater die Hauptfigur Claire Zachanassian in Der Besuch der alten Dame.
Unter Homosexuellen genoss Wieder zeitweise Kultstatus, was u. a. mit ihrer tiefen, rauchigen Stimme, aber auch an markigen Äußerungen wie „An vielen Frauen heutzutage ist ein Mann verlorengegangen … und an vielen Männern auch“ zusammengehangen haben mag. In Kinofilmen spielte sie u. a. mit Heinz Rühmann in Grieche sucht Griechin nach dem Roman von Friedrich Dürrenmatt. In Das Spukschloß im Spessart war sie das lasziv-freche Gespenst, das mit Hilfe eines Zaubertranks seinen Körper zurückerhält. Für ihre Darstellung der Marga Hartog in dem Film Das Mädchen Rosemarie erhielt sie 1958 den Preis der deutschen Filmkritik.
Hanne Wieder war die deutsche Synchronstimme des Teufels in Der Exorzist und sprach in der Hörspielfassung der Unendlichen Geschichte die „Uralte Morla“.
Sie war Mitunterzeichnerin des Bekenntnisses Wir haben abgetrieben! im Wochenmagazin Stern vom 6. Juni 1971 im Rahmen der von Alice Schwarzer initiierten Aktion für die Abschaffung des § 218 StGB.
Im Jahr 1990 erlag Wieder einem Krebsleiden. Sie ist auf dem Friedhof in Stuttgart-Feuerbach beigesetzt.

## Sonstiges
Die meisten Quellen haben das von Hanne Wieder selbst „geschönte“ Geburtsjahr 1929 übernommen. Der Grabstein in Stuttgart-Feuerbach trägt aber die richtige Zahl 1925.
In Ralf Königs Comic Der bewegte Mann kommt das Lied Ein Neandertaler – geschrieben von Günter Neumann – vor, das zu Hanne Wieders Repertoire gehörte.

## Tonträger

### CD
- Hanne Wieder – Einzigartig (Bear Family Records BCD 16011 AH)
- Hanne Wieder – Chansons  (Polyphon 843 918-2)
- Diverse – Schauspieler singen Tucholsky. Heute zwischen Gestern und Morgen [197?]   (Bell Records 89 199), Bundesrepublik Deutschland 2007
- Diverse – Die Dreigroschenoper [1968] (Polydor 543 563-2)
- Mascha Kaléko spricht mit Mascha Kaléko – darauf: Hanne Wieder singt 4 Chansons nach Texten von Mascha Kaléko [1963]   (Deutsche Grammophon Literatur 171 4732), Bundesrepublik Deutschland 2007
- Diverse – Kurt Tucholsky Chanson Briefe Prosa [1970] (Deutsche Grammophon Literatur 429 844-2), Bundesrepublik Deutschland 1989
- Diverse – Stars und ihre Chansons. Wie das Leben so spielt (Munich Records 030032), Bundesrepublik Deutschland 1994
- Diverse – Chansons und Liederliches (Da Music 870993-2), Bundesrepublik Deutschland 2002
- Diverse – Chansons, Lieder Gedichte und Prosa von Klabund. Klabunterbunt – 2 CDs (Edel CLASSICS 0014682BC, in Zusammenarbeit mit der Akademie der Künste, Berlin – EAN: 4009880146828) Bundesrepublik Deutschland 2008

### Vinyl 10″ LP
- Frivolitäten  –  10 Diseusen – 10 Chansons  (Polydor J 73555 mit 9 anderen Diseusen)

### Vinyl 7″ Single
- Enthüllungen einer Striptease-Tänzerin ּ Ein Neandertaler (Jupiter 176, Bundesrepublik Deutschland 1962)
- Circe ּ Wiener Schmarrn (Jupiter 147, Bundesrepublik Deutschland 1963)
- James, halt die Leiter grade ּ Bring' mich nachhaus (Jupiter 178)
- The moon of Alabama ּ Wie man sich bettet, so liegt man (Jupiter 190)
- Das Leben kann so schön sein ּ Dolce Vita (Ariola 52 140)
- Überall ist Liebe ּ Du hast so etwas, Billy  (Ariola 52 269)

### Vinyl 7″ EP
- Hanne Wieder singt Chansons von Klabund: Die Harfenjule ּ Das Obdachlosenasyl ּ Da muss ich fliegen ּ Ich baumle mit de Beene (Deutsche Grammophon Gesellschaft 34 034, Bundesrepublik Deutschland 1961)
- Irma la Douce: Ah, dis donc! ּ Ein Blick von dir ּ Ja das gibt’s nur in Paris ּ Irma la Douce  (Ariola 36 632, Bundesrepublik Deutschland 1963)
- Hanne Wieder singt Chansons von Mascha Kaléko: Das letzte Mal ּ Jugendliebe a. D. ּ Der nächste Morgen ּ Kurzer Epilog  (Deutsche Grammophon Gesellschaft 34 055, Bundesrepublik Deutschland 1963)
- Denn es ist wunderbar ּ Wohin will mein Herz ּ Matador ּ Noch einmal (Amanda 1545, Bundesrepublik Deutschland 19[ ])
- Originalaufnahmen aus dem Constantin-Farbfilm „Das Haus in Montevideo“: Einleitung – Der erste Schritt vom rechten Weg ּ Assado ּ Wir wandern ּ Zauber der Liebe  (Polydor 50026, Bundesrepublik Deutschland 1962)

### Vinyl 12″ LP
- Hanne Wieder singt Chansons (Elite SOLP-306, CH 1964)
- Hanne Wieder / Ernst Stankowski singen Chansons (Elite SOLP 415, CH 19[] )
- Enthüllungen einer Striptease-Tänzerin. 12 Chansons mit Hanne Wieder  (Amati […] )
- Immer wieder Hanne Wieder (Jupiter 87 526 / Jupiter 6.24811)

## Filmografie
- 1958: Mit Eva fing die Sünde an
- 1958: Das Mädchen Rosemarie
- 1959: Heiße Ware
- 1959: Labyrinth
- 1959: Marili
- 1960: Das Spukschloß im Spessart
- 1961: Mörderspiel
- 1961: Wenn Männer Schlange stehen (Chikita)
- 1962: Schneewittchen und die sieben Gaukler
- 1963: Wochentags immer
- 1963: Das Haus in Montevideo
- 1963: Es war mir ein Vergnügen
- 1964: Slim Callaghan greift ein: Liebelei in Moll
- 1965: Die Katze im Sack
- 1966: Graf Bobby, der Schrecken des Wilden Westens
- 1966: Melissa (Durbridge-Mehrteiler)
- 1966: Grieche sucht Griechin
- 1968: Detektiv Quarles
- 1970: O Happy Day
- 1973: Dem Täter auf der Spur (Fernsehserie) – Blinder Hass
- 1975: Flirt von gestern
- 1976: Rosemaries Tochter
- 1977: Der Alte – (Folge 4: Toccata und Fuge)
- 1979: Ein Mann für alle Fälle (Fernsehserie)
- 1983: Trauma
- 1985: Polizeiinspektion 1 – Geistige Erneuerung
- 1986: Paradies

## Hörbücher und Hörspiele (Auswahl)
- 1952: Rolf Becker: Gestatten, mein Name ist Cox (1. Staffel). Original-Hörspiel; Regie: Hans Gertberg. NWDR Hamburg. Jumbo Neue Medien 2005
- 1961: Georges Simenon: Maigret und die Bohnenstange. Bearbeitung: Gert Westphal; Regie: Heinz-Günter Stamm. BR. Der Audio Verlag 2005.
- 1970: Helmut Heißenbüttel: Zwei oder drei Porträts – Regie: Heinz Hostnig (Hörspiel – BR/NDR/SR)